# Gargara basiplagiata
Gargara basiplagiata är en insektsart som beskrevs av Jacobi 1944. Gargara basiplagiata ingår i släktet Gargara och familjen hornstritar. Inga underarter finns listade i Catalogue of Life.